# Francheville (Marne)
Francheville település Franciaországban, Marne megyében. Lakosainak száma 192 fő (2022. január 1.). Francheville La Chaussée-sur-Marne, Dampierre-sur-Moivre, Marson, Omey és Pogny községekkel határos.

## Népesség
A település népességének változása:
| Lakosok száma | 157  | 152  | 156  | 202  | 218  | 211  | 207  | 196  | 191  | 192  |
|               | 1968 | 1982 | 1990 | 2006 | 2013 | 2015 | 2017 | 2019 | 2020 | 2022 |